# Rualena
Genre
Rualena est un genre d'araignées aranéomorphes de la famille des Agelenidae.

## Distribution
Les espèces de ce genre se rencontrent aux États-Unis et au Mexique.

## Liste des espèces
Selon World Spider Catalog (version 17.0, 04/06/2016) :
- Rualena alleni Chamberlin & Ivie, 1942
- Rualena avila Chamberlin & Ivie, 1942
- Rualena balboae (Schenkel, 1950)
- Rualena cavata (F. O. Pickard-Cambridge, 1902)
- Rualena cedros Maya-Morales & Jiménez, 2016
- Rualena cockerelli Chamberlin & Ivie, 1942
- Rualena cruzana Chamberlin & Ivie, 1942
- Rualena magnacava Chamberlin & Ivie, 1942
- Rualena parritas Maya-Morales & Jiménez, 2016
- Rualena pasquinii Brignoli, 1974
- Rualena rua (Chamberlin, 1919)
- Rualena surana Chamberlin & Ivie, 1942
- Rualena thomas Maya-Morales & Jiménez, 2016
- Rualena ubicki Maya-Morales & Jiménez, 2016

## Publication originale
- Chamberlin & Ivie, 1942 : Agelenidae of the genera Hololena, Novalena, Rualena and Melpomene. Annals of the Entomological Society of America, vol. 35, p. 203-241.